# NGC 1179
NGC 1179 је спирална галаксија у сазвежђу Еридан која се налази на NGC листи објеката дубоког неба.
Деклинација објекта је - 18° 53' 52" а ректасцензија 3h 2m 38,5s. Привидна величина (магнитуда) објекта NGC 1179 износи 11,9 а фотографска магнитуда 12,6. Налази се на удаљености од 17,475 милиона парсека од Сунца. NGC 1179 је још познат и под ознакама ESO 547-1, MCG -3-8-60, UGCA 48, IRAS 03003-1905, PGC 11480.